# Осада Валенсии (1092—1094)
Осада Валенсии в 1092—1094 годах — военная операция, предпринятая войсками Родриго Диаса де Бивара, более известного как Эль Сид Кампеадор, целью которой был захват города Валенсия. Протекторат Сида над городом Валенсия был очень важен для его владычества над Пиренейским Левантом, не говоря уже о дани, которую город платил Диасу. Поэтому, в разгар вторжения альморавидов, в 1092 году Диас начал осаду Валенсии. Альморавиды направили к Валенсии армию и попытались деблокировать город, но эта попытка закончилась неудачей. Валенсия окончательно пала 17 июня 1094 года после двадцатимесячной осады, сопровождавшейся голодом и эпидемией. Эль-Сид основал автономное от остальных христианских государств Пиренейского полуострова княжество, которым правил до своей смерти в 1099 году. После его смерти трон унаследовала его вдова, однако она была вынуждена сдать Валенсию альморавидам в 1102 году.

## Предыстория

Тайфа Валенсия, конец XI века

После распада Кордовского халифата власть в Валенсии захватили предводители сакалиба из числа приближённых к аль-Мансуру — Мубарак и Музаффар. Позже они также были смещены сакалиба, формально признавшими власть сначала эмира Тортоссы, затем эмира Дении.
В 1021 году Абд аль-Азиз, внук аль-Мансура, представитель клана Амиридов, сверг с помощью рабов-африканцев сакалибского эмира и стал править Валенсией следующие 40 лет. После его смерти Амириды правили Валенсией ещё некоторое время.
В 1085 году город был передан бывшему эмиру Толедо Яхья аль-Кадиру, а с 1087 года Валенсия фактически находилась под властью Сида Кампеадора, который завоевал её как полководец эмира Сарагосы. В Валенсии с каждым днём росло недовольство действиями аль-Кадира, который платил Эль-Сиду огромную дань. Горожане опасались, что аль-Кадир сдаст город христианам, как он сдал им Толедо, и надеялись на помощь альморавидов. Во главе партии, выступавшей за решительный разрыв с кастильцами, был кади Абу Ахмад Ибн Джахаф ибн Абдаллах ибн Джаххаф аль-Муафири. Он обратился за помощью к Мухаммаду ибн Аише, сыну эмира мусульман Ибн Ташфина, и тот отправил в Валенсию сорок всадников под командованием Абу Насира. Как только альморавиды вошли в город в октябре 1092 года, произошёл переворот. Правитель тайфы Аль-Кадир был обвинён в измене и попытался бежать из города. Он взял с собой большую часть своих сокровищ, но был схвачен восставшими, которые захватили его дворец. Ибн Саххаф держал некоторое время аль-Кадира под стражей, но 28 октября 1092 года отдал приказ убить его. Этот приказ был выполнен человеком из клана Бану Хаддиди. Аль-Кадир попытался спрятаться в бане, где его и зарубили, а голову правителя тайфы для всеобщего обозрения провезли через весь город. Ибн Заххаф захватил большую часть богатства эмира.
Ибн Джахаф, ставший после этого правителем города, перешёл под покровительство альморавидов и отказался платить дань Кастилии. По приказу Ибн Джахафа был арестован Ибн аль-Фарадж, которого Эль-Сид назначил своим представителем в Валенсии. Были убиты многие сторонники Аль-Кадира, а их имущество захвачено сторонниками Ибн Джахафа. Сторонники Аль-Кадира, как мусульмане, так и христиане, бежали из тайфы и отправились навстречу Родриго Диасу, который находился в то время как раз в Леванте. Узнав от них о случившемся, Эль Сид направил войска на Валенсию, попутно осадив отряд альморавидов, который уже направлялся в Лериду и Сарагосу в Ябелле. После взятия крепости летом 1092 года Эль Сид продолжил свой путь в Валенсию, опустошая всё на своем пути, требуя изгнания альморавидов из города. Примерно в начале ноября 1092 года Кампеадор осадил крепость, в настоящее время находящуюся в коммуне Эль-Пуч, в четырнадцати километрах от Валенсии. Взяв её летом 1093 года, он начал окружать город.

## Осада

### Первая осада
В июле 1093 года Эль Сид начал осаду Валенсии, предварительно плотно окружив город. По его приказу вокруг города уничтожались постройки и посевы. Имущество семьи Ибн Захахафа, находившееся за стенами, было сожжено. Войска Эль-Сида разбили лагерь к северу от города, в местечке Эль-Джубаля. В сентябре 1093 года осаждающие сменили лагерь и перебрались в Ла-Рокету.
Валенсийцы собрали небольшой отряд, которому Ибн Джаххаф заплатил частью награбленного ранее имущества сторонников Аль-Кадира. Этот отряд состоял из 300 человек, которые охраняли городские стены и башни. Вскоре Эль-Сид вступил в тайную переписку с Ибн Джаххафом, потребовав от него прогнать альморавидов и пообещав сделать его единовластным правителем тайфы. Политическая ситуация в городе осложнилась после того, как начала формироваться партия во главе с Бану Ваджибом, который выступал за передачу города альморавидам. Эта фракция противостояла Ибн Джаххафу и готовились к его смещению. Сторонники альморавидов потребовали отправки посольства к правителю альморавидов амиру Юсуфу ибн Ташфину. Для подкрепления дипломатических усилий и задабривания амира валенсийцы отправили вместе с посольством часть казны аль-Кадира. Этот груз не дошёл до места назначения, так как был перехвачен Эль Сидом благодаря тому, что член посольства, сторонник аль-Кадира, сообщил Диасу о маршруте послов.
В то же время многие валенсийцы также были недовольны присутствием альморавидов, Ибн Джаххаф воспользовался этим для того, чтобы склонить народ к миру с кастильцами. Осаждённые послали своих представителей на переговоры, в ходе которых было решено, что альморавидам позволят безопасно покинуть город, Эль-Сиду будут выданы все сокровища, захваченные у эмира Аль-Кадира, также будет выплачиваться джизья, установленная Диасом ранее в размере 1000 динаров в неделю, и будет выплачено всё, что город задолжал Диасу с начала мятежа, и что западный пригород Аль-Кудия останется в руках кастильцев.
Альморавиды не вмешивались в обсуждение условий договора с кастильцами, видя, что валенсийцы не желают сражаться. Поэтому, когда договор с Эль-Сидом был заключён, они покинули Валенсию. По мере того как росло недовольство жителей Валенсии, положение Ибн Джаххафа осложнялось и ухудшались его отношения с богатыми горожанами.
В декабре 1093 года слухи о приближении сильной армии альморавидов заставила поддерживающую их партию вынудить Ибн Джаххафа закрыть ворота для кастильских парламентёров и прекратить переговоры. После чего его отстранили от власти, передав её Бану Ванибу, в то время как самого кади спрятали в его резиденции. Тем временем Диас собрал подати с городов близ Валенсии.
Плохие условия жизни и отсутствие помощи побудили жителей города в феврале 1094 года свергнуть сторонников альморавидов и вернуть контроль над городом Ибн Джаххафу. Со временем Ибн Джаххаф был вынужден согласиться на требования Эль-Сида и выгнал из города наиболее видных сторонников альморавидов, а также разместил кастильских солдат и в пригородах Валенсии, что вызвало ещё большее беспокойство горожан. В конце концов переговоры об окончательном мире провалились, когда Эль-Сид потребовал от Ибн Джаххафа выслать к нему его сына в качестве заложника, в ответ на что Ибн Джаххаф приказал закрыть ворота города. После этого осада города возобновилась с ещё большей силой.

### Вторая осада. Голод и эпидемия

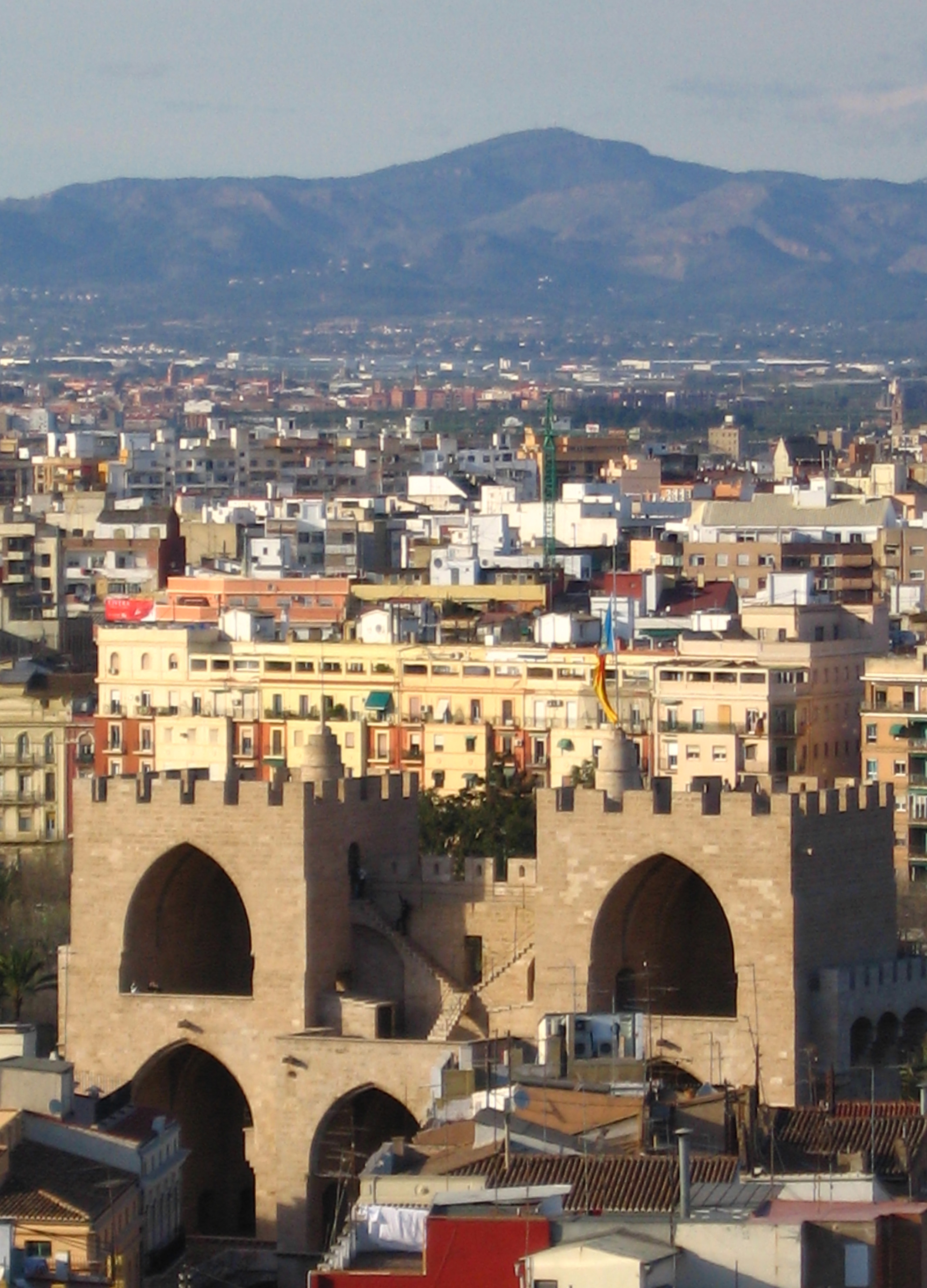
Вид на Старый город со стороны ворот Серрано

В феврале 1094 года Эль-Сид повторно осадил Валенсию, в которой вскоре начался голод из-за нехватки продовольствия, поэтому, горожанам приходилось есть кошек, собак и даже трупы людей.
Ибн Джаххаф обратился за помощью к полководцу альморавидов Ибн Аише, эмиру Сарагосы аль-Мустаину, графу Барселоны Беренгеру Раймону II и даже королю Альфонсо VI. Правитель Валенсии обещал любую награду «за спасение мусульман от смерти и пленения». Из всех только граф Барселоны откликнулся на призыв валенсийцев и осадил замок Опореса дель Мар на севере тайфы. Услышав это, Родриго посчитал дело маловажным и продолжил осаду Валенсии. В лагере графа распространился слух про приближение отряда Диоса после чего каталонцы в панике отступили.
К эмиру Сарагосы Эль-Сид заранее послал гонцов со словами: «Да будет тебе известно, аль-Мустаин, что если ты решишься выйти против меня с армией и вызвать меня на битву, ты и все твои приближенные не избегните смерти или плена». Поэтому Ибн Худ аль-Мустаин не решался начать войну против Диаса. История умалчивает о том, почему отряды из Мурсии, Сарагосы, Кордовы и других городов, которые, объединившись, могли легко разогнать Эль-Сида, не пришли на помощь Валенсии. Вполне вероятно, что альморавиды были заняты укреплением своей власти на завоёванных территориях и не рассчитывали на поддержку местных мусульман.
Весной 1094 года в городе началась эпидемия и люди стали умирать в домах и на улицах. Тем временем Эль-Сид достиг соглашения с главой Бану Вахиб, чтобы тот со своими людьми восстал против Ибн Джаххафа и помог проникнуть кастильцам в город, но Ибн Джаххаф сумел подавить восстание и казнил его руководителей.
Богатые горожане настаивали на переговорах с Эль-Сидом, и Ибн Джаххаф был вынужден уступить. Валенсийцы отправили парламентёров, которые согласились на то, чтобы представитель Диаса управлял сбором налогов и податей. В обмен на это они просили Эль-Сида гарантировать безопасность и жизнь всем жителям города, а также лично кади Ибн Джаххафу и его семье, не менять городских законов, не расселять в городе своих солдат и не переселять проживавших в нём христиан. Валенсийцы надеялись ещё получить подкрепление от альморавидов или других мусульманских правителей и всячески затягивали переговоры. Было решено в последний раз отправить гонцов в Сарагосу и в Мурсию. Диас понял, что валенсийцы обманывают его, затягивая переговоры только для того, чтобы выиграть время, сказал: «Чтобы доказать всем, что я не боюсь ваших королей, я увеличиваю срок перемирия на двенадцать дней, так чтобы больше не было отговорок, почему никто не идет вам на помощь. Когда двенадцать дней истекут — говорю истинную правду — если вы не сдадите замок мне, то сколько бы я вас не захватил, всех сожгу заживо или казню после пыток».
В июне 1094 года, исчерпав всякую надежду на получение помощи, валенсийцы согласились сдать город.

### Капитуляция Валенсии и правление Эль-Сида

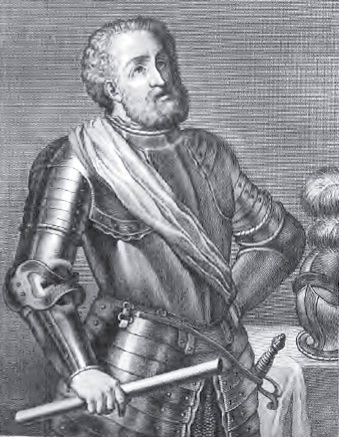
Родриго Диас де Бивар

В четверг 15 июня 1094 года Ибн Джаххаф в сопровождении знатных мусульман и христиан выехал к Эль-Сиду, и стороны подписали договор о сдаче Валенсии. Согласно договору, управление городскими делами перешло к иудею Мусе (который служил ещё при дворе эмира аль-Кадира), Ибн Джаххаф продолжал исполнять обязанности кади, а Ибн Удайс заведовал сбором налогов. Валенсийцам было временно запрещено покидать город.
В полдень 15 июня (по другим данным 16, 17 или 24 июня) кастильцы вошли в город, немедленно заняли крепостные башни и дворец эмира и начали обыскивать дома знатных горожан. Кастильцы взобравшись на самую верхнюю площадку цитадели, возблагодарили Господа. Вскоре после этого Родриго Диас лично прибыл в замок, велел устроить мессу и сделать пожертвования. Он приказал построить там церковь во имя св. Иоанна Крестителя. В здании центральной мечети Диас приказал устроить церковь в честь св. Девы Марии и даровал храму богатые дары.
Потом Эль-Сид пригласил во дворец городскую знать, пообещал править справедливо, уважать законы шариата и раздал многие другие обещания. Поскольку Эль-Сид свободно владел арабским языком и хорошо знал нравы и обычаи мусульман, его действия в первые дни после завоевания города пришлись по душе многим валенсийцам. По приказу Эль-Сида были закрыты окна в башнях, из которых можно было заглядывать в частные дворы. Два раза в неделю он рассматривал жалобы горожан и не избегал встречи с ними, так что в особых случаях каждый мог подойти к нему и рассказать о своей беде.
Через три дня после взятия города, Родриго обратился к ним: «Сейчас я твёрдо заявляю, что вы должны вернуть мне всё, что взяли у моих людей, а также у моабитов, против моей воли и ради моих убытков. Если вы не сделаете того, поверьте, я заключу вас в тюрьму и закую в железные цепи». Те, кто не пожелал подчиниться, были по приказу Родриго лишены собственности, закованы в цепи и высланы из Валенсии.
Родриго Диас потребовал у Ибн Джаххафа вернуть сокровища аль-Кадира, которые все ещё были у него во владении. Ибн Джаххаф поклялся, что у него не было ничего из этого богатства. Эль Сид приказал арестовать его и его семью, что было произведено самими валенсийцами, и после пыток, он был приговорен к смертной казни. Согласно христианским хроникам, это было побитие камнями, по версии арабских хронистов Ибн Джаххафа сожгли на костре.

## Последствия
Известия о взятии Валенсии быстро распространились по Аль-Андалусу и дошли до Магриба. Мусульмане на востоке Аль-Андалуса больше не чувствовали себя в безопасности, и ждали более решительных действий от альморавидов. В источниках сообщается, что амир Юсуф ибн Ташфин, узнав о судьбе Валенсии, тяжело переживал и не мог думать ни о чём, кроме возмездия. Несмотря на это, все попытки альморавидов отвоевать Валенсию окончились их поражениями в битвах при Куарте в 1094 и Байрене в 1097 году.
Эль Сид умер в Валенсии 10 июля 1099 года. Его жене Химене удалось защищать город с помощью своего зятя Рамона Беренгера III из Барселоны до 1101 года, когда король Альфонсо VI, учитывая трудности защиты города, 4 мая 1102 года приказал христианам эвакуировать город и поджечь его. На следующий день, 5 мая 1102 года, Валенсия попала в руки альморавидов, войском которых командовал военачальник Мадали.

## В культуре
Сцены осады Валенсии вошли в фильм 1961 года «Эль Сид».